# Marjorie Reynolds
Marjorie Reynolds, pseudonimo di Marjorie Goodspeed (Buhl, 12 agosto 1917 – Manhattan Beach, 1º febbraio 1997), è stata un'attrice statunitense.

## Biografia
Studiò a Los Angeles, dove la sua famiglia si trasferì nel 1920 da Buhl (Idaho). A sei anni apparve per la prima volta in alcuni film muti, tra i quali Scaramouche (1923), e interpretò la sua prima parte importante nel film Arrestatela! (1937). Seguirono più di 50 film, il più noto dei quali è La taverna dell'allegria (1942), nel quale cantò la famosa canzone White Christmas con Bing Crosby e dimostrò il suo talento nella danza.
Sposò il casting director Jack Reynolds, dal quale ebbe la figlia Linda, e da cui divorziò nel 1952 per sposare il film editor John Haffen. Fu poi protagonista di alcune serie televisive.

## Filmografia parziale

### Cinema
- Trilby, regia di James Young (1923)
- The Broken Wing, regia di Tom Forman (1923)
- Scaramouche, regia di Rex Ingram (1923)
- Arrestatela! (Murder in Greenwich Village), regia di Albert S. Rogell (1937)
- Tex Rides with the Boy Scouts, regia di Ray Taylor (1937)
- Six Shootin' Sheriff, regia di Harry L. Fraser (1938)
- Via col vento (Gone with the Wind), regia di Victor Fleming (1939)
- Gli eroi della strada (Streets of New York), regia di William Nigh (1939)
- Città cinese (Mr. Wong in Chinatown), regia di William Nigh (1939)
- Danger Flight, regia di Howard Bretherton (1939)
- Midnight Limited, regia di Howard Bretherton (1940)
- L'ora fatale (The Fatal Hour), regia di William Nigh (1940)
- Il guanto verde (Chasing Trouble), regia di Howard Bretherton (1940)
- Condannato a morte (Doomed to Die), regia di William Nigh (1940)
- Enemy Agent, regia di Lew Landers (1940)
- Robin Hood of the Pecos, regia di Joseph Kane (1941)
- Gardenia insanguinata (Secret Evidence), regia di William Nigh (1941)
- Law of the Timber, regia di Bernard B. Ray (1941)
- La taverna dell'allegria (Holiday Inn), regia di Mark Sandrich (1942)
- Dixie, regia di A. Edward Sutherland (1943)
- Signorine, non guardate i marinai (Star Spangled Rhythm), regia di George Marshall (1943)
- Nella camera di Mabel (Up in Mabel's Room), regia di Allan Dwan (1944)
- Il prigioniero del terrore (Ministry of Fear), regia di Fritz Lang (1944)
- Bring on the Girls, regia di Sidney Lanfield (1945)
- Tornerai (Meet Me on Broadway), regia di Leigh Jason (1946)
- Se ci sei batti due colpi (The Time of Their Lives), regia di Charles Barton (1946)
- Monsieur Beaucaire, regia di George Marshall (1946)
- Solo il cielo lo sa (Heaven Only Knows), regia di Albert S. Rogell (1947)
- I banditi della città fantasma (Bad Men of Tombstone), regia di Kurt Neumann (1949)
- Il bacio di mezzanotte (That Midnight Kiss), regia di Norman Taurog (1949)
- Il bandito galante (The Great Jewel Robber), regia di Peter Godfrey (1950)
- Il suo tipo di donna (His Kind of Woman), regia di John Farrow (1951)
- Home Town Story, regia di Arthur Pierson (1951)
- I gangster della 5ª Avenue (Models Inc.), regia di Reginald Le Borg (1952)
- No Holds Barred, regia di William Beaudine (1952)
- Juke Box Rhythm, regia di Arthur Dreifuss (1959)
- The Silent Witness, regia di Ken Kennedy (1962)

### Televisione
- Gianni e Pinotto (The Abbott and Costello Show) – serie TV, episodio 1x13 (1953)
- Surfside 6 – serie TV, episodio 1x14 (1961)
- Whispering Smith – serie TV, episodio 1x20 (1961)
- The Wide Country – serie TV, episodio 1x23 (1963)

## Doppiatrici italiane
- Renata Marini in Condannato a morte, La taverna dell'allegria
- Rosetta Calavetta in Se ci sei batti due colpi, Il bacio di mezzanotte
- Lydia Simoneschi in Il prigioniero del terrore
- Dhia Cristiani in Monsieur Beaucaire
- Rina Morelli in Nella camera di Mabel